# Zömök földibagoly
A zömök földibagoly (Agrotis clavis)  a rovarok (Insecta) osztályának a lepkék (Lepidoptera) rendjéhez, ezen belül a bagolylepkefélék (Noctuidae) családjához tartozó faj.

## Elterjedése
Európában elterjedt faj, a termesztett növények egyik kártevője.

## Megjelenése
- lepke: szárnyfesztávolsága: 35–40 mm, felső szárnyai barnák, kerek foltokkal, ez különbözteti meg a hasonló felkiáltójeles földibagoly-tól Agrotis exclamationis fajtól. A hátsó szárnya szürke, többnyire sokkal sötétebb.

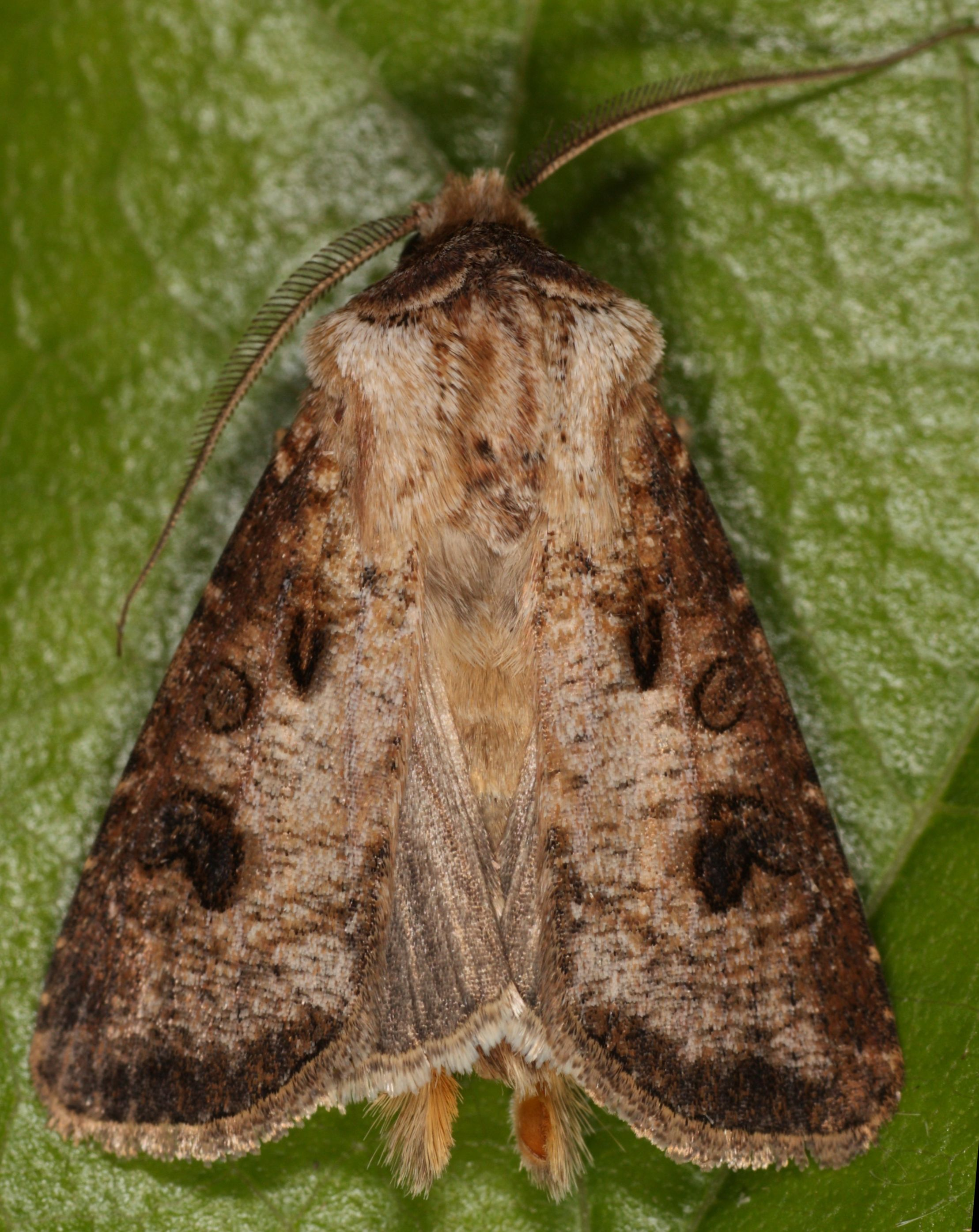
Az antennákon és hátulján egy különálló hím látható
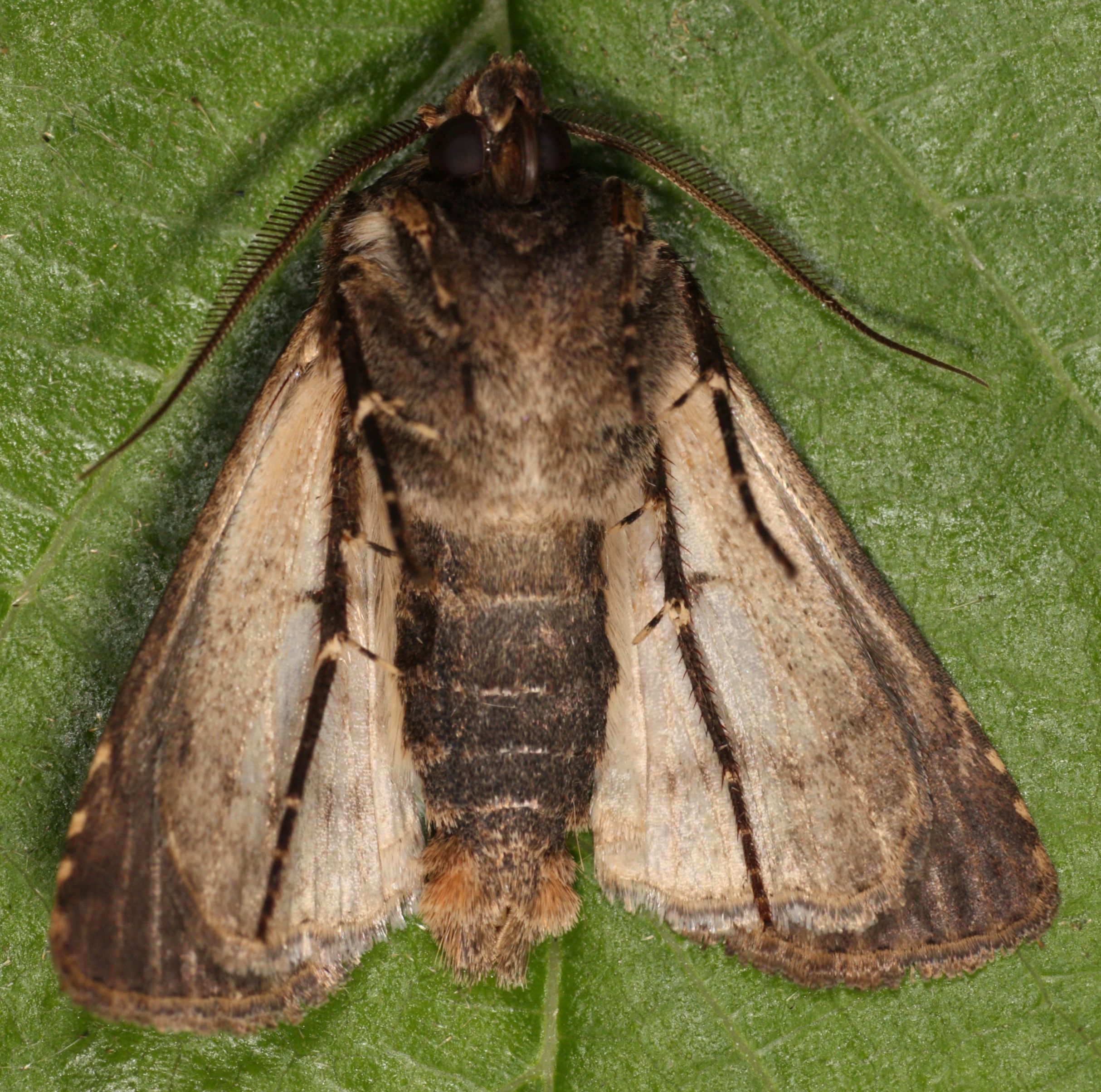
Az alsó
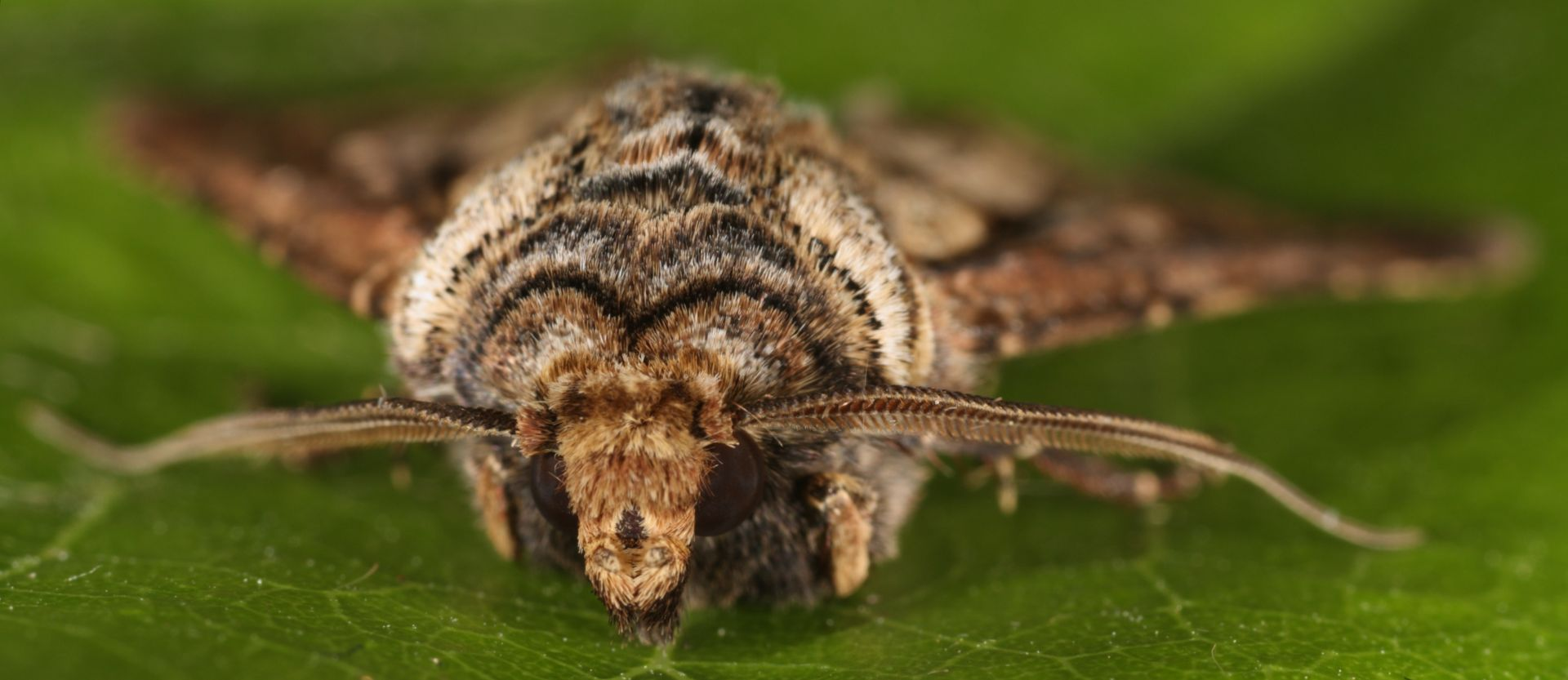
Elölről
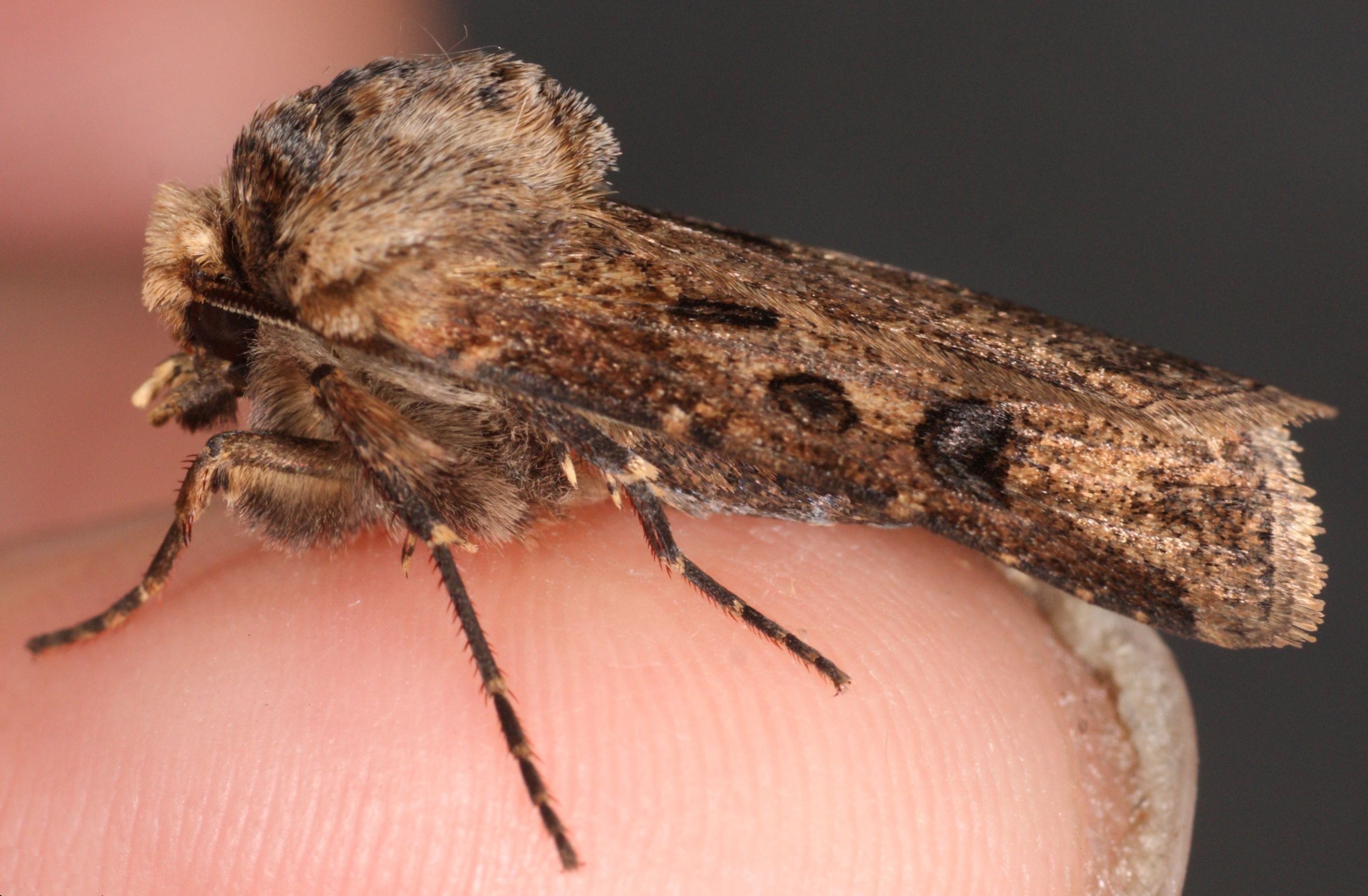
Oldalról

## Életmódja
- nemzedék:  egy nemzedéke van júniusban és júliusban rajzik. A kifejlett lárva egy üregben a talajban telel át.
- hernyók tápnövényei:  termesztett növények Brassica oleracea, Chenopodium, Lactuca, Polygonum, Rumex, Spinacia, Trifolium , Zea. A hernyó először a levelekkel táplálkozik, később a gyökerekkel.

## Alfajok
- A. c. clavis - Európa
- A. c. corsa - Korzika

## Fordítás
- Ez a szócikk részben vagy egészben  a   Heart and Club című angol Wikipédia-szócikk fordításán alapul.  Az eredeti cikk szerkesztőit annak laptörténete sorolja fel. Ez a jelzés csupán a megfogalmazás eredetét és a szerzői jogokat jelzi, nem szolgál a cikkben szereplő információk forrásmegjelöléseként.